# Horsey
Horsey – wieś w Anglii, w hrabstwie Norfolk, w dystrykcie North Norfolk. Leży 27 km na północny wschód od Norwich i 184 km na północny wschód od Londynu.
Miejscowość liczy 99 mieszkańców.